# Serhij Komlew
Serhij Wałentynowycz Komlew, ukr. Сергій Валентинович Комлєв, ros. Сергей Валентинович Комлев, Siergiej Walentinowicz Komlew (ur. 7 marca 1958 w Kotielniczu, w obwodzie kirowskim, Rosyjska FSRR) – ukraiński piłkarz pochodzenia rosyjskiego, grający na pozycji napastnika lub pomocnika, trener piłkarski.

## Kariera piłkarska
W dzieciństwie z rodzicami przeniósł się na stałe do miasta Marganiec w obwodzie dniepropetrowskim. Wychowanek Szkoły Sportowej Dnipro-75 Dniepropetrowsk. W 1977 rozpoczął karierę piłkarską w klubie BSG Einheit Nauen w NRD, dokąd został skierowany na służbę wojskową w Północnej Grupie Wojsk. Po zwolnieniu z wojska planował trafić do Paxtakora Taszkent, ale po drodze (w Moskwie) został zaproszony przez nowego trenera Aleksieja Jeśkowa do Tereku Grozny. W 1981 przeniósł się do pierwszoligowego Metałurha Zaporoże, aby być bliżej rodziców. W 1985 przeszedł do Torpeda Zaporoże. W 1990 dołączył do Nowatora Mariupol, w którym zakończył karierę piłkarza. Potem występował w zespole amatorskim Orbita Zaporoże oraz grał w futsalowym klubie Zaporiżkoks Zaporoże.

## Kariera trenerska
Po zakończeniu kariery piłkarskiej rozpoczął pracę szkoleniowca. Od sierpnia 1993 do końca 1995 prowadził Torpedo Melitopol. Potem trenował futsalowe kluby DSS Zaporoże i Zaporiżkoks Zaporoże. W 2000 pomagał trenować albański Dinamo Tirana. Potem został zaproszony do sztabu szkoleniowego Torpeda Zaporoże, którym od maja do czerwca 2003 pełnił obowiązki głównego trenera. Od lipca 2004 do 16 czerwca 2005 pomagał trenować piłkarzy Worskły Połtawa. Również pomagał Hennadijowi Łysenczuku trenować reprezentację Ukrainy w futsalu. Od 5 października do końca 2009 pełnił obowiązki głównego trenera melitopolskiego klubu, który już nazywał się Ołkom Melitopol. Obecnie wykłada lekcje na Wydziale Wychowania Fizycznego w Klasycznym Uniwersytecie Prywatnym w Zaporożu.